# Aksel Hansen

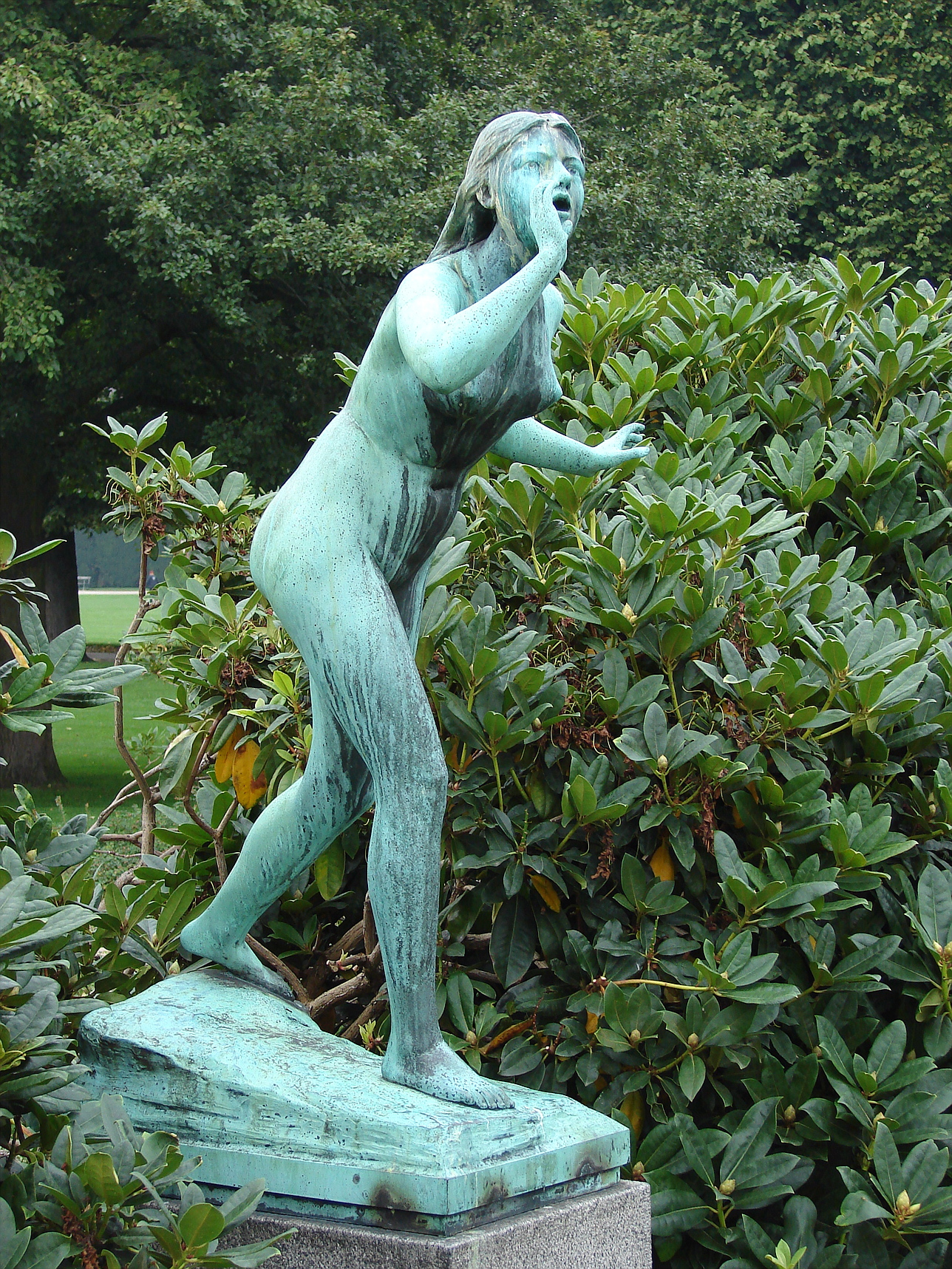
Eko i Kongens Have i Köpenhamn.

Aksel Christian Henrik Hansen, född 2 september 1853, död 3 maj 1933, var en dansk skulptör.
Aksel Hansen arbetade som monumentalskulptör med verk som Eko i Glyptoteket (1888), Kristus bespottas av judarna i Kunstmuseet (1890), samt som dekoratör och porträttör.

## Utmärkelser
- Riddare av Dannebrogorden,  1912[2]

[Redigera Wikidata]